# Maison de Saxe-Cobourg et Gotha (Bulgarie)
Pour les articles homonymes, voir Maison de Bulgarie, Saxe-Cobourg-Saalfeld et Saxe-Cobourg et Gotha.
 (août 2024).
Si vous disposez d'ouvrages ou d'articles de référence ou si vous connaissez des sites web de qualité traitant du thème abordé ici, merci de compléter l'article en donnant les références utiles à sa vérifiabilité et en les liant à la section « Notes et références ».
En Bulgarie, la maison de Saxe-Cobourg et Gotha (en bulgare, Династия Сакскобургготски / Dinastiya Sakskoburggotski), branche cadette de Saxe-Cobourg et Gotha, issue de Ferdinand Ier, premier souverain bulgare, a été la dynastie régnant sur le pays entre 1887 et 1946.

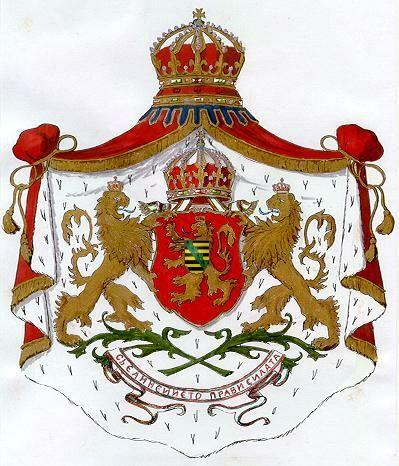
Maison de Saxe-Cobourg et Gotha, rois (tsars) des Bulgares (1887-1946)

## Membres de la maison par souverain

### FerdinandIer
Dernier fils du prince Auguste de Saxe-Cobourg et Gotha (1818-1881) et de la princesse Clémentine d’Orléans (1817-1907), le prince Ferdinand devient en 1887 prince souverain de Bulgarie sous le nom de Ferdinand Ier. En 1908, il devient roi des Bulgares. Ferdinand épouse, le 20 avril 1893 la princesse Marie-Louise de Parme, avec qui il a quatre enfants. Après une période de veuvage, Ferdinand épouse, en secondes noces la princesse Éléonore Reuss de Köstritz, le 28 février 1908.
- Ferdinand Ier (1861-1948), prince souverain de Bulgarie puis roi des Bulgares 
  ∞ Marie-Louise de Parme (1870-1899)
  - Boris de Bulgarie (1894-1943), prince de Tarnovo
    - Voir supra

  - Kiril (1895-1945), prince de Preslav (SP)
  - Eudoxia (1898-1985) (SP)
  - Nadejda (1899-1958), duchesse Albrecht Eugen de Wurtemberg
    -  Maison royale de Wurtemberg

### BorisIII
Fils aîné du roi Ferdinand Ier (1861-1948) et de la princesse Marie-Louise de Parme (1870-1899), le prince Boris devient en 1918 roi des Bulgares. Boris épouse, le 25 octobre 1930 la princesse Jeanne d’Italie, avec qui il a deux enfants.
- Boris III (1894-1943), roi des Bulgares 
  ∞ Jeanne d’Italie (1907-2000)
  - Marie-Louise de Bulgarie (1933)
    -  Famille de Linange et famille Chrobok 

  - Siméon de Bulgarie (1937), prince de Tarnovo
    - Voir supra

### SiméonII
Fils aîné du roi Boris III (1894-1943) et de la princesse Jeanne d’Italie (1907-2000), le prince Simeon devient en 1943 roi des Bulgares. Simeon (alors déchu) épouse, le 21 janvier 1962 doña Margarita Gómez-Acebo y Cejuela, avec qui il a cinq enfants.
- Simeon II (1937), roi des Bulgares 
  ∞ Margarita Gómez-Acebo y Cejuela (1935)
  - Kardam de Bulgarie (1962-2015), « prince de Tarnovo » 
  ∞ Miriam de Ungría y López (1963)
    - Boris de Bulgarie (1997), « prince de Tarnovo »
    - Beltrán de Tarnovo (1999)

  - Kiril de Bulgarie (1964), « prince de Preslav » 
  ∞ María del Rosario Nadal y Fuster de Puigdórfila (1968)
    - Mafalda de Preslav (1994)
    - Olimpia de Preslav (1995)
    - Tassilo de Preslav (2002)

  - Kubrat de Bulgarie (1965), « prince de Panagyurichté » 
  ∞ Carla María de la Soledad Royo-Villanova y Urrestarazu (1969)
    - Mirko de Panagyurichté (1995)
    - Lukás de Panagyurichté (1997)
    - Tirso de Panagyurichté (2002)

  - Konstantin-Assen de Bulgarie (1967), « prince de Vidine » 
  ∞ María García de la Rasilla y Gortázar (1970)
    - Umberto de Vidine (1999)
    - Sofia de Vidine (1999)

  - Kalina de Bulgarie (1972)
    - Famille Muñoz